# Carbonicola
Carbonicola is een geslacht van uitgestorven tweekleppige weekdieren, dat leefde tijdens het Laat-Carboon. 

## Beschrijving
Deze tweekleppige had een driehoekige schelp, met als enige sculptuur een paar onduidelijke, concentrische groeilijnen. Het slot was enigszins gebogen en de structuur van de een tot twee tanden was erg veranderlijk, zelfs tussen individuen van hetzelfde soort. De lengte van de schelp bedroeg ongeveer zeven centimeter.

## Leefwijze
Dit geslacht bewoonde zoete wateren, in de modder van moerassige wouden.